# Calathocratus intermedius
Espèce
Synonymes
- Trogulocratus intermedius Roewer, 1940

Calathocratus intermedius est une espèce d'opilions dyspnois de la famille des Trogulidae.

## Distribution
Cette espèce est endémique de Crète en Grèce. Elle se rencontre vers Mesklá.

## Description
La femelle syntype mesure 5 mm.

## Systématique et taxinomie
Cette espèce a été décrite sous le protonyme Trogulocratus intermedius par Roewer en 1940. Elle est placée dans le genre Calathocratus par Schönhofer et Martens en 2010.

## Publication originale
- Roewer, 1940 : « Neue Assamiidae und Trogulidae. Weitere Weberknechte X. » Veröffentlichungen aus dem Deutschen Kolonial- und Übersee-Museum in Bremen, vol. 3, no 1, p. 1–31.